# Adriana Bellone
Adriana Bellone (...) è una scenografa e costumista italiana.

## Biografia
Ha collaborato soprattutto con il regista Sergio Martino. Sul piano internazionale ha lavorato per le scenografie del film austriaco Mario e il mago (1994), per la regia di Klaus Maria Brandauer.

## Filmografia
- Allonsanfàn (1974), regia di Paolo e Vittorio Taviani, (arredatrice)
- Il ginecologo della mutua (1977), regia di Joe D'Amato, (arredatrice)
- Cosmo 2000 - Battaglie negli spazi stellari (1978), regia di Alfonso Brescia, (scenografa, arredatrice)
- Sabato, domenica e venerdì (1979), regia di Castellano e Pipolo, Pasquale Festa Campanile e Sergio Martino, (costumista, assistente scenografa)
- Immagini di un convento (1979), regia di Joe D'Amato, (costumista)
- La moglie in vacanza... l'amante in città (1980), regia di Sergio Martino, (scenografa)
- Zucchero, miele e peperoncino (1980), regia di Sergio Martino, (architetta-scenografa)
- La dottoressa ci sta col colonnello (1980), regia di Michele Massimo Tarantini, (architetta-scenografa)
- Cornetti alla crema (1981), regia di Sergio Martino, (scenografa)
- Spaghetti a mezzanotte (1981), regia di Sergio Martino, (scenografa, arredatrice)
- Ricchi, ricchissimi... praticamente in mutande (1982), regia di Sergio Martino, (architetta-scenografa)
- Il prezzo del successo (1983), regia di Peter Sasdy, (architetta-scenografa)
- Ferragosto OK (1986), miniserie televisiva, regia di Sergio Martino, (scenografa)
- Desideri (1990), regia di Bruno Mattei, (architetta-scenografa)
- Non aprite quella porta 3 (1990), regia di Claudio Fragasso, (scenografa)
- Tre pesci, una gatta nel letto che scotta (1990), regia di David Graham (Bruno Mattei), (scenografa)
- La carne e il diavolo (1992), film televisivo, regia di Nello Rossati, (arredatrice)
- Mario e il mago (1994), regia di Klaus Maria Brandauer, (arredatrice)